# Romilly-sur-Andelle
Romilly-sur-Andelle è un comune francese di 2 782 abitanti situato nel dipartimento dell'Eure nella regione della Normandia.

## Società

### Evoluzione demografica
Abitanti censiti